# Fulgencio Hernández
Fulgencio Hernández Car (ur. 1 stycznia 1941 w Jilotepeque) – gwatemalski lekkoatleta, długodystansowiec.
Podczas igrzysk olimpijskich w Meksyku (1968) zajął 52. miejsce w biegu maratońskim z wynikiem 3:00:40,2.